# Mel Ramos
Mel Ramos (Sacramento, Kalifornija, 24. srpnja 1935.), američki je slikar.

### Život i djelo
Mel Ramos je uz Edwarda Ruschu i Wayna Thiebauda najznačajniji slikar pop arta u Kaliforniji. Kao i Thiebaud, tragao je za slikarski zanimljivim, ali emocionalno bezbojnim idiomom. Među prvima se okrenuo stripu, te već 1961. nastaje niz njegovih monumentalnih platana s motivima Supermena i Betmena. Nakon toga se okreće novom banalnom izvoru inspiracije – magazinima za mlade djevojke. Tako, na tragu Rosenquistovih iskustava nastaju djela u kojima kombinira prikaze zgodnih no ispraznih djevojaka, s (nerijetko uvećanim grudima) prikazima proizvoda konzumerističkog „raja“.
Najslavnije od tih djela, i jedno od najpoznatijih ostvarenja pop arta je Ramosova Micronite Mary iz 1965. Riječ je o platnu s prikazom nage djevojke preplanule puti (svijetle su ostale jedino „bikini zone“) kako ispija jutarnju kavu sjedeći na nadrealno velikoj kutiji KENT cigareta, dok joj ista takva kutija služi kao kuhinjski stol. Prema nekim interpretacijama, takav prikaz nije naprosto suvremeni akt u nadrealnom ambijentu, već je riječ o aluziji da bi mlada djevojka trebala biti nešto u čemu valja uživati, te je, nakon što bude „potrošena“ odbaciti, baš kao što se to čini s popušenom cigaretom. Ako je ova interpretacija točna, Ramos je ovim radom ismijao u vrijeme dok je njegovo platno nastajalo sve glasniji pokret za ženska prava. Ako je to točno, to bi valjalo shvatiti kao Ramosovu rukavicu bačenu u lice američkoj inteligenciji i establišmentu, što bi svakako bila pop – gesta par excellance.
No, svrstavanje Ramosa među preteče i „proroke“ neukusa, banalnosti i pornografije Jeffa Koonsa, što čine pojedini autori, doimlje se ipak pretjeranim.